# MICo servis
MICo servis, spol. s r.o. je česká strojírenská společnost založená v roce 2006 a specializující se na vývoj, výrobu a montáž těsnění pro primární a sekundární okruh jaderných elektráren s koncepcí VVER.

## Historie

### Založení
Společnost MICo servis byla založena v roce 2006 jako dceřiná firma společnosti MICo.

### Převzetí skupinou CE Industries
V roce 2022 se mateřská společnost MICo dostala do úpadku. Ačkoliv MICo servis se tato událost jako jediné ze skupiny MICo přímo nedotkla, jako dceřiná společnost MICo při její záchraně v roce 2022 rovněž přešla pod holding CE Industries českého podnikatele Jaroslava Strnada. Od konce roku 2023 MICo servis působí jako samostatná firma energetické divize tohoto holdingu.

## Výrobní program
Výrobní program společnosti je úzce zaměřen na vývoj, výrobu a montáž těsnění, zejména pro jaderné elektrárny s koncepcí VVER.
- Hřebenová těsnění – hřebenová těsnění s nerezovou kostrou a grafitovým obložením pro utěsnění přírubových spojů.
- Grafitové těsnící kroužky – těsnící kroužky z expandovaného grafitu s vysokou odolností i v extrémních podmínkách

## Výzkum
MICo servis se věnuje i výzkumu a vývoji. Vyráběná těsnění na bázi grafitu vyvinula jako ekologickou alternativu k původním sovětským kovovým, azbestovým a spirálovým těsněním.
Při výzkumu a vývoji MICo servis spolupracuje i s českými univerzitami:
- Univerzita Tomáše Bati ve Zlíně
- Západočeská univerzita v Plzni
- Vysoká škola chemicko-technologická v Praze